# Cal Tjader
Callen Radcliffe Tjader, detto Cal (St. Louis, 16 luglio 1925 – Manila, 5 maggio 1982), è stato un musicista statunitense.

## Biografia
Esponente di musica latin jazz, ha saputo sperimentare con la musica cubana, caraibica e latino-americana. È conosciuto principalmente come vibrafonista, ma sapeva anche suonare la batteria, le percussioni e il piano. 
Ha lavorato con numerosi musicisti di diversa estrazione.
Negli anni '60 ha lavorato per la Verve Records al fianco di artisti come Donald Byrd, Lalo Schifrin, Willie Bobo, Anita O'Day e altri.
Il suo più grande successo è l'album Soul Sauce (1964), la cui "title track" è una cover di Dizzy Gillespie.
Negli anni 70'-80' sono state pubblicate dall'etichetta Concord Records diverse realizzazioni di Tjader riconducibili al Mainstream jazz.
È morto nelle Filippine all'età di 56 anni a causa di un infarto.

## Discografia
- 1951 Vibrations (Savoy)
- Cal Tjader: Vibist (Savoy, 1953)
- Cal Tjader, Vol. 1 (Savoy, 1953)
- The Cal Tjader Trio (Fantasy, 1953)
- Tjader Plays Mambo (Fantasy, 1954)
- Mambo with Tjader (Fantasy, 1954)
- Tjader Plays Tjazz (Fantasy, 1954)
- Plays Afro-Cuban (Fantasy, 1954)
- Ritmo Caliente! (Fantasy, 1955)
- Cal Tjader Quartet (Fantasy, 1956)
- The Cal Tjader Quartet (Fantasy, 1956)
- Latin Kick (Fantasy, 1956)
- The Cal Tjader Quintet (Fantasy, 1956)
- Jazz at the Blackhawk (Fantasy, 1957)
- Más ritmo caliente (Fantasy, 1957)
- Cal Tjader (Fantasy, 1957)
- The Cal Tjader-Stan Getz Sextet (Fantasy, 1958)
- Cal Tjader's Latin Concert (Fantasy, 1958)
- Latin for Lovers (Fantasy, 1958)
- San Francisco Moods (Fantasy, 1958)
- Concert by the Sea, Vol. 1 (Fantasy, 1959)
- Concert by the Sea, Vol. 2 (Fantasy, 1959)
- Tjader Goes Latin (Fantasy, 1959)
- Live and Direct (Fantasy, 1959)
- A Night at the Blackhawk (Fantasy, 1959)
- Concert on the Campus (Fantasy, 1960)
- Demasiado Caliente (Fantasy, 1960)
- West Side Story (Fantasy, 1961)
- In a Latin Bag (Verve, 1961)
- The Cal Tjader Quartet (Fantasy, 1961)
- Cal Tjader Plays, Mary Stallings Sings (Fantasy, 1962)
- Cal Tjader Plays Harold Arlen (Fantasy, 1962)
- Latino (Fantasy, 1962)
- Saturday Night / Sunday Night at the Blackhawk, San Francisco (Verve, 1962)
- Cal Tjader Plays the Contemporary Music of Mexico and Brazil (Verve, 1962)
- Cal Tjader Live and Direct (Fantasy, 1962)
- The Cal Tjader Quartet (Fantasy, 1962)
- Time for Two (Verve, 1962) con Anita O'Day
- Sona Libre (Verve, 1963)
- Several Shades of Jade (Verve, 1963)
- Breeze from the East (Verve, 1963)
- Warm Wave (Verve, 1964)
- Soul Sauce (Verve, 1964)
- Soul Bird: Whiffenpoof (Verve, 1965)
- Soul Burst (Verve, 1966)
- Cal Tjader and Eddie Palmieri: El sonido nuevo / The New Soul Sound (Verve, 1966)
- Latin for Dancers (Fantasy, 1966)
- Eddie Palmieri / Cal T'jader: Bamboléate (Tico, 1967)
- Along Comes Cal (Verve, 1967)
- Hip Vibrations (Verve, 1967)
- The Prophet (Verve, 1968)
- Solar Heat (Skye, 1968)
- Sounds Out Burt Bacharach (Skye, 1969)
- Plugs In (Skye, 1969)
- Live at the Funky Quarters (Fantasy, 1970)
- Agua dulce (Fantasy, 1971)
- Descarga (Fantasy, 1971)
- Primo (Fantasy, 1973)
- Cal Tjader and Charlie Byrd: Tambu (Fantasy, 1973)
- Puttin' It Together (Fantasy, 1975)
- Amazonas (Fantasy, 1975)
- Grace Cathedral Concert (Fantasy, 1976)
- Guarabe (Fantasy, 1976)
- Here (Fantasy, 1977)
- Breathe Easy (Fantasy, 1977)
- Tjader (Fantasy, 1978)
- La onda va bien (Concord Picante, 1979)
- Gózame! Pero ya (Concord Picante, 1980)
- The Shining Sea (Concord Picante, 1981)
- A fuego vivo (Concord Picante, 1981)
- Cal Tjader and Carmen McRae: Heat Wave (Concord Jazz, 1982)
- Good Vibes (Concord Picante, 1984)
- Latin + Jazz = Cal Tjader (DCC, 1990; reg. 1968)
- Huracán (LaserLight Digital, 1990; reg. 1978)
- Last Night When We Were Young (Fantasy, 1975)
- Concerts in the Sun (Fantasy, 2002; reg. 1960)
- Cuban Fantasy (Fantasy, 2003; live reg. 1977)
- Live at the Monterey Jazz Festival 1958-1980 (Concord, 2008)